# ميغ
ميغ (باليابانية: MEG) هي عارضة أزياء وملحنة وكاتبة غنائية ومغنية ومصممة أزياء وعارضة يابانية، ولدت في 3 أكتوبر 1980 في هيروشيما في اليابان.

## وصلات خارجية
- الموقع الرسمي
- ميغ على موقع ميوزك برينز (الإنجليزية)
- ميغ على موقع ديسكوغز (الإنجليزية)